# First Automobile Works
First Automobile Works (FAW) (中国第一汽车) é uma montadora de automóveis, caminhões e ônibus com sede em Changchun, na China, foi fundada em 1959 e é a mais antiga montadora do país.

## Joint-ventures
- FAW Jiefang Automobile Company
- FAWER Automobile Parts Company
- FAW Car Company
- FAW Haima Motor Co
- Tianjin FAW Xiali Automobile Company
- Changchun FAW Sihuan Automobile Company
- FAW-Volkswagen Automobile Company
- Tianjin FAW Toyota Motor Company